# Kumakōgen (Ehime)
Kumakōgen (japanisch 久万高原町, -chō) ist eine Stadt im Landkreis Kamiukena (上浮穴郡) in der Präfektur Ehime auf Shikoku in Japan.
Dort ist auch, als Teil des Kumakōgen Furusato Ryokōmura (久万高原ふるさと旅行村, dt. „Heimat- und Ausflugsdorf Kumakōgen“), das Kuma-Kōgen-Observatorium angesiedelt.

## Geografie
Die Gemeinde erstreckt sich über das Shikoku-Gebirge, wobei der Ishizuchi-san mit 1982 m T.P. an der nordöstlichen Gemeindegrenze auch die höchste Erhebung Shikokus ist. Daher ist die Gemeinde trotz ihrer Ausdehnung von 583,66 km² mit 7247 Einwohnern recht bevölkerungsarm. Die Bevölkerung konzentriert sich dabei auf die wenigen Täler der Quellflüsse des Niyodo-gawa die das Gebirge durchziehen.

## Geschichte
Die Stadt entstand am 1. August 2004 aus dem Zusammenschluss der Stadt Kuma, und den Dörfern Mikawa, Omogo und Yanadani, womit sie heute die einzige Gemeinde des Landkreises ist. Der neugewählte Name der Gemeinde bedeutet wörtlich „Kuma-Hochebene(n)“.

## Sehenswürdigkeiten
- Goraikō-Wasserfall

## Verkehr
Die wichtigsten Straßen sind die Nationalstraßen 33 nach Kōchi oder Matsuyama, 380 nach Yawatahama, 440 nach Matsuyama oder Yusuhara und 494 nach Matsuyama oder Susaki. Eine Anbindung an das Schienennetz besteht nicht.